# Classe Grampus
I 6 sommergibili classe Grampus, anche noti come Porpoise erano posamine inglesi, impiegati dagli anni 1930 in poi, combattendo durante la Seconda guerra mondiale durante la quale 5 unità vennero affondate.
Le unità della classe erano le seguenti:
- HMS Cachalot (N 83) (affondato il 30 luglio 1941)
- HMS Grampus (N 56) (affondato 16 giugno 1940)
- HMS Narwhal (N 45) (affondato 23 luglio 1940)
- HMS Porpoise (N 14) (affondato 19 gennaio 1945)
- HMS Rorqual (N 74)
- HMS Seal (N 37) (affondato nel 1945)